# Rhacodinella aurata
Rhacodinella aurata là một loài ruồi trong họ Tachinidae.